# Chikara Tanabe
Chikara Tanabe (jap. 田南部力 Tanabe Chikara; ur. 20 kwietnia 1975) – japoński zapaśnik w stylu wolnym. Dwukrotny olimpijczyk. Brązowy medalista igrzysk w Atenach 2004, dziesiąty w Sydney 2000. Startował w kategorii 55 kg.
Czterokrotny uczestnik mistrzostw świata, szósty w 2002. Drugi na igrzyskach azjatyckich w 2002 i siódmy w 1998.
Srebrny medal na igrzyskach Wschodniej Azji w 1997, brąz w 2001. Szósty zawodnik mistrzostw Azji w 1997 roku.
Pięciokrotny mistrz Japonii – w latach 1996, 1999 i 2000 wygrywał w wadze do 54 kg, a w latach 2002-2003 zwyciężał w wadze do 55 kg.
Jego córka Yumeka Tanabe, także jest zapaśniczką.